# Abgeschlossene Immersion
Eine abgeschlossene Immersion ist in der algebraischen Geometrie ein bestimmter Morphismus von geometrischen Objekten. Er ist für jede Klasse von geometrischen Objekten separat definiert. Konzeptionell handelt es sich um abgeschlossene Einbettungen. In der Differentialgeometrie ist der Begriff der Immersion differenzierbarer Mannigfaltigkeiten etwas allgemeiner definiert, der analoge Begriff sind abgeschlossene Einbettungen von differenzierbaren Mannigfaltigkeiten.

## Lokal geringte Räume
Eine abgeschlossene Immersion von lokal geringten Räumen ist ein Morphismus lokal geringter Räume {\displaystyle (f,f^{\sharp }):(X,{\mathcal {O}}_{X})\to (Y,{\mathcal {O}}_{Y})}, sodass die folgenden drei Eigenschaften erfüllt sind:

- {\displaystyle f(X)} ist eine abgeschlossene Teilmenge von {\displaystyle Y} und {\displaystyle f} ist ein Homöomorphismus auf {\displaystyle f(X)}.
- Der Garbenmorphismus {\displaystyle f^{\sharp }:{\mathcal {O}}_{Y}\to f_{*}{\mathcal {O}}_{X}} ist ein surjektiver Garbenmorphismus.
- Für jeden Punkt {\displaystyle x\in X} gibt es eine offene Umgebung {\displaystyle U\subset X} von {\displaystyle x}, eine Menge {\displaystyle I} und einen surjektiven Morphismus von {\displaystyle {\mathcal {O}}_{X}|_{U}}-Modulgarben {\displaystyle \bigoplus _{i\in I}{\mathcal {O}}_{X}|_{U}\to \ker(f^{\sharp })|_{U}}.

## Schemata
Eine abgeschlossene Immersion von Schemata ist ein Morphismus von Schemata {\displaystyle (f,f^{\sharp }):(X,{\mathcal {O}}_{X})\to (Y,{\mathcal {O}}_{Y})}, der eine abgeschlossene Immersion lokal geringter Räume ist.
Die folgenden Aussagen sind äquivalent:
- {\displaystyle (f,f^{\sharp })} ist eine abgeschlossene Immersion von Schemata.
- {\displaystyle f} ist ein Homöomorphismus auf eine abgeschlossene Teilmenge von {\displaystyle Y} und {\displaystyle f^{\sharp }} ist ein surjektiver Garbenmorphismus.
- Es existiert eine offene Überdeckung von {\displaystyle Y} durch affine offene Teilmengen {\displaystyle U_{i}}, d. h. {\displaystyle (U_{i},{\mathcal {O}}_{Y}|_{U_{i}})\cong \mathrm {Spec} (A_{i})} für einen kommutativen Ring {\displaystyle A_{i}}, und für jedes {\displaystyle i} ein Ideal {\displaystyle I_{i}\subset A_{i}}, sodass das Urbild {\displaystyle f^{-1}(U_{i})} als Schema über {\displaystyle U_{i}} isomorph zu {\displaystyle \mathrm {Spec} (A_{i}/I_{i})} ist.
- Für jede offene affine Teilmenge {\displaystyle U\subset Y} mit {\displaystyle U\cong \mathrm {Spec} (A)} existiert ein Ideal {\displaystyle I\subset A}, sodass {\displaystyle f^{-1}(U)} als Schema über {\displaystyle U} isomorph zu {\displaystyle \mathrm {Spec} (A/I)} ist.

Eine abgeschlossene Immersion anzugeben ist eine von mehreren Möglichkeiten ein abgeschlossenes Unterschema zu definieren.